# معاداة المسيحية

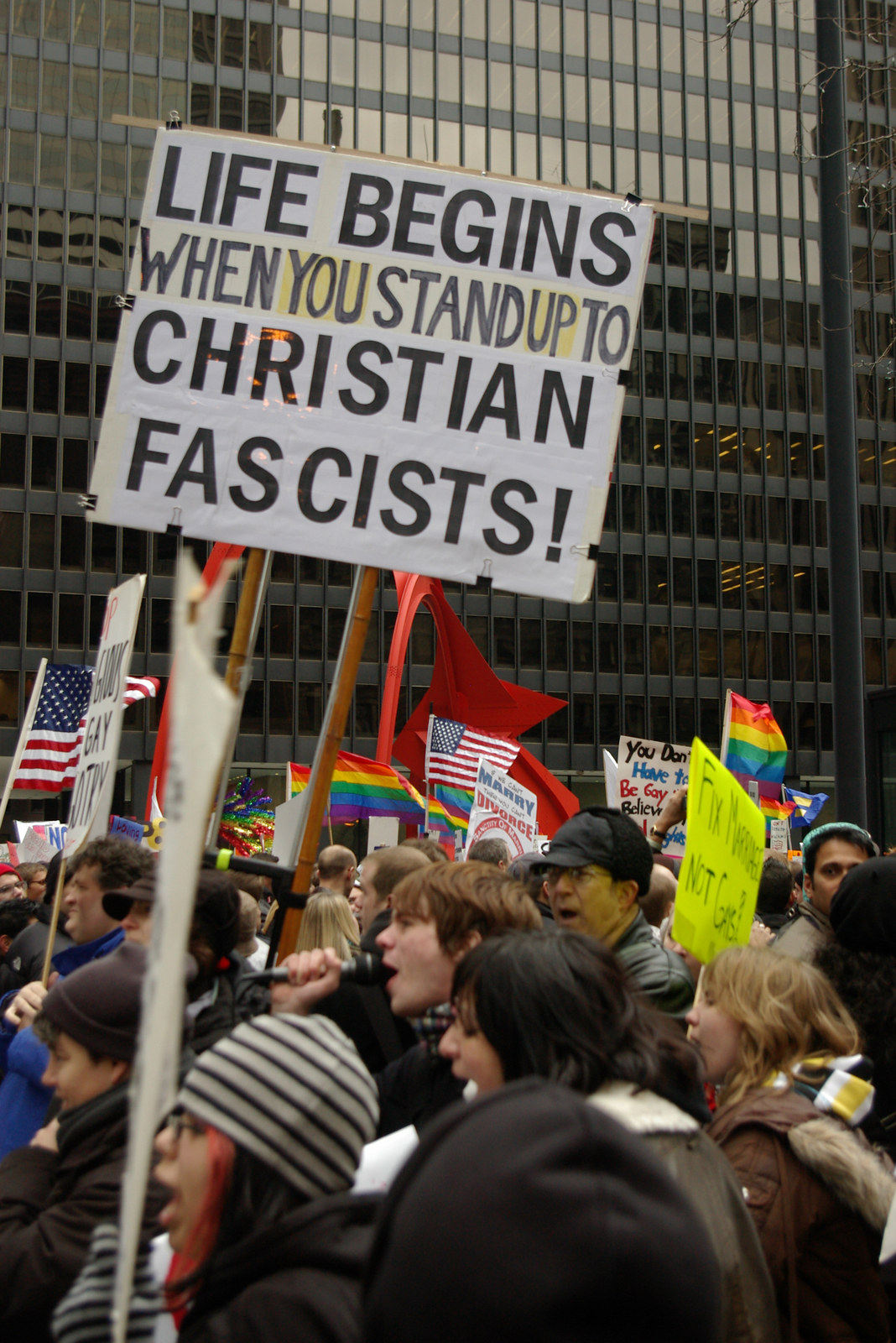
مظاهرة معادية للمسيحية والمسيحيين في مدينة شيكاغو سنة 2006.

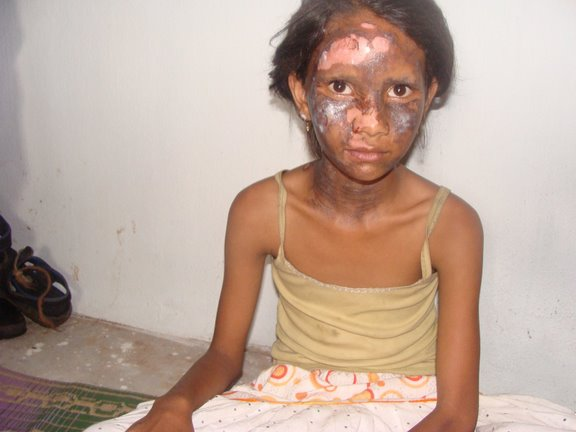
طفلة مسيحية تعرضت للحرق خلال أعمال العنف ضد المسيحيين في ولاية أوريسا سنة 2008.

 معاداة المسيحية هو تحيز سلبي ضد المسيحيين أو الديانة المسيحية. هذا التحيز والتمييز هو نوع من التعصب الديني وشكلاً من أشكال التمييز الديني. معاداة المسيحية يمكن أن يكون عقدها من قبل أفراد أو جماعات، ويمكن أن تكون نتيجة التعصب الديني.
معاداة المسيحية يمكن أن تكون من أعضاء من الديانات الأخرى، وكذلك اتباع العلمانية. باعتبارها موقف عقلي وعاطفي، معاداة المسيحية تؤدى إلى التنميط، والكراهية، والقهر.
نتائج معاداة المسيحية هي نشر لغة الكراهية، تشجيع جرائم الكراهية، وتشكيل جماعات الكراهية، فضلا عن الأشكال الأخرى من السلوك التمييزي.
معاداة المسيحية على نطاق واسع يمكن أن يرفق الوصمة الاجتماعية إلى المسيحيين أو المعتقدات المسيحية، ويمكن أن يؤدي إلى اللامساواة الاجتماعية ضد المسيحيين.
في الدول حيث الحرية الدينية محدودة، معاداة المسيحية يمكن أن تؤدي إلى اضطهاد المسيحيين.

## تعبيرات معادية للمسيحية

### التخريب

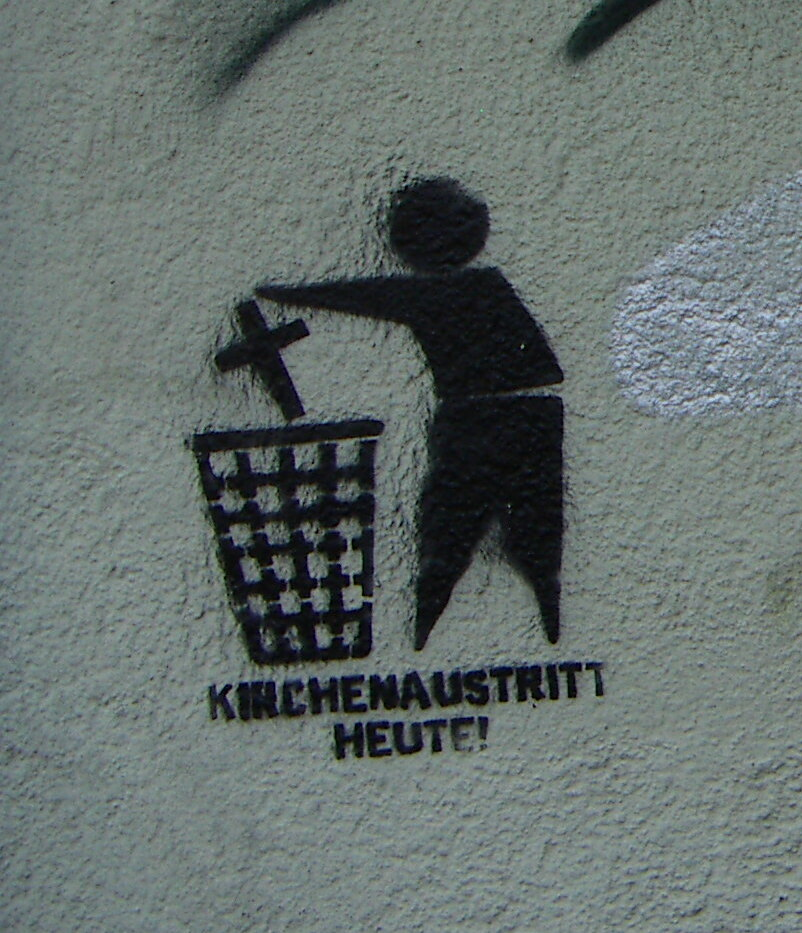
رسم مُسيء

عميلة التخريب أو تشويه الرموز أو الممتلكات المسيحية هو أحد أشكال التعبير عن المشاعر المعادية للمسيحية. إذا يعتبر تشويه أو تخريب من ممتلكات أو رموز مسيحية مقدسة، مثل الكتاب المقدس، والصليب، أو صورة يسوع المسيح أو قديس مسيحي، حالة من التدنيس في نظر المسيحيين. قد يكون هذا التدمير غير القانوني أيضًا إذا كان ينتهك حقوق الملكية أو الكراهية جريمة. وغالبًا ما يعتبر الحرق العمد الموجهة إلى أماكن الاجتماعات أو الكنائس المسيحية جريمة كراهية. ومع ذلك، يمكن أيضا أن تستهدف الكنائس لأسباب لا علاقة لها المشاعر المعادية للمسيحية، وخاصًة بسبب العنصرية (ضد المصلين).
وفقًا لمؤسسة التاج فان عملية حرق كنائس في مقاطعة مانيتوبا الكندية والذي ارتكب من قبل مشجعين لفرقة بلاك ميتال الوطنية عمل معادي للمسيحية.

### الموسيقى

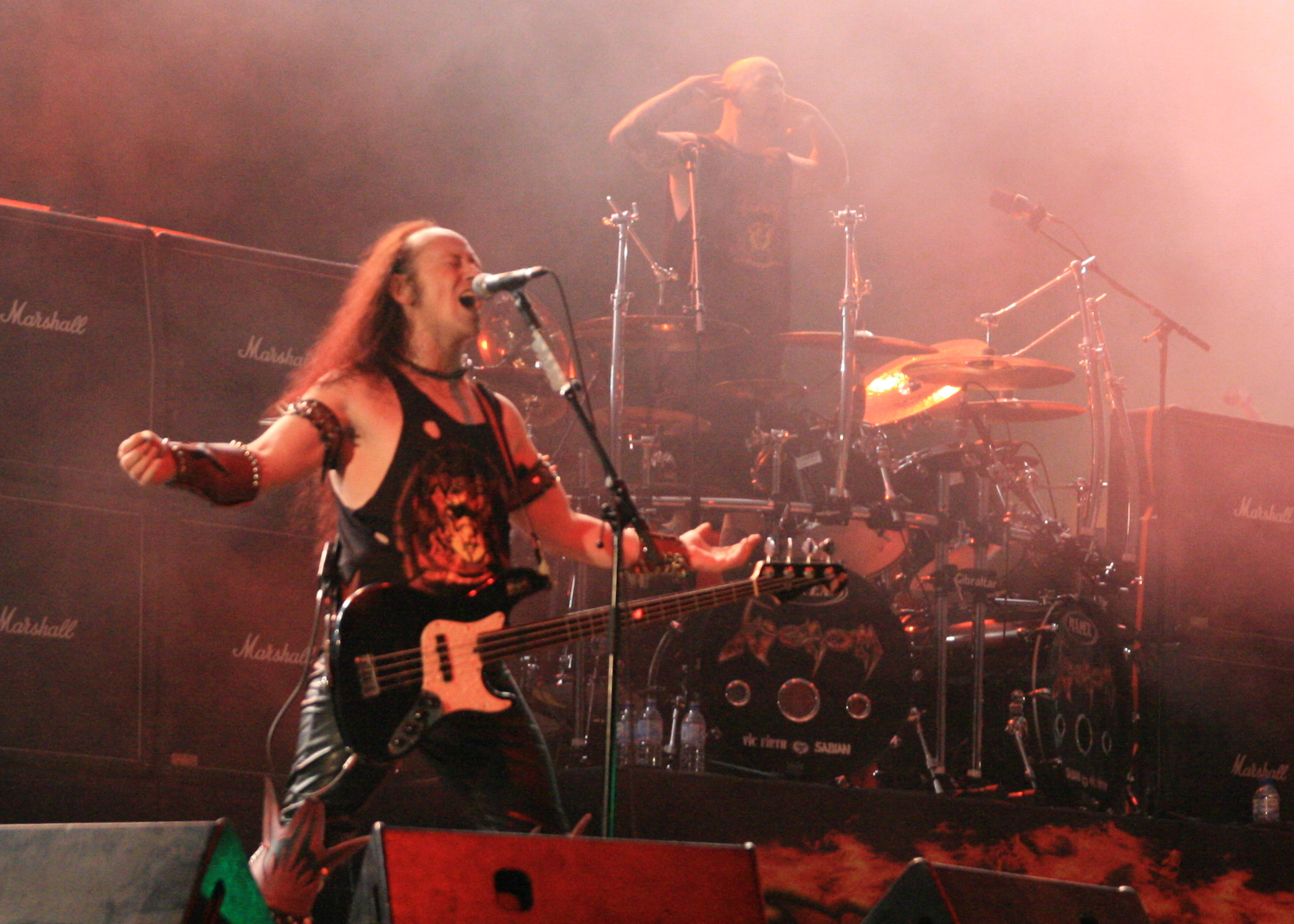
فرقة لموسيقى بلاك ميتال اعتبرت عروضهم وسيلة لاظهار المشاعر المعادية للمسيحية.

بعض من مشجعين فرق موسيقى بلاك ميتال أعلنوا كراهيتهم للمسيحية بشكل علني ترجمت أعمالهم من خلال الاعتداءات على كنائس وظهرت إلى العنوانين الرئيسية استهداف وحرق كنائس في النرويج بين الاعوام 1992 إلى 1996 من قبل مشجعي موسيقى بلاك ميتال.

## أمثلة من المشاعر المعادية للمسيحية في السياسة والثقافة
وجدت دراسة أجراها منتدى الابحاث الأمريكي بيو للدين والحياة العامة، أن المسيحية هي أكثر ديانات في العالم تعرضًا للمضايقات التي تمارسها الحكومات والجماعات والأفراد، وذكرت الدراسة أن المسيحيين تعرضوا للتحرش من جانب الحكومات والقوى الاجتماعية في 111 دولة حول العالم.

### أفريقيا

#### الصومال
في سبتمبر 2011 أقسم نشطاء عسكريين على القضاء على المسيحية في الصومال. وفي أوائل عام 2012 قطع رأس مسيحي من خلفية إسلامية وهو من معتنقو المسيحية.

#### تونس
أظهر شريط فيديو بث على برنامج مصر النهاردة في عام 2012 ويظهر فيه قطع رأس مسلم تونس أعتنق المسيحية وقد رفض أن يرتد عن دينه الجديد.

#### نيجيريا
قصفت وفجرت مجموعة بوكو حرام الإسلامية عدد من الكنائس الكنائس وقتلت عدد من المسيحيين، وتعتبر منطمة بوكو حرام والتي صنفت على أنها ارهابية المسيحيين ككفار.

#### زنجبار
في زنجبار الدولة ذات الأغلبية المسلمة، كانت هناك العديد من الهجمات على الكنائس. وأدان أسقف من زنجبار الحكومة بسبب عدم اتخاذ إجراءات كافية لحماية المسيحيين من قبل الحكومة.

#### مالي
أجبرت جماعة أنصار الدين الإسلامية المسيحيين على الفرور من مدنهم لتجنب وضعهم تحت حكم الشريعة.

#### السنغال
خلال احتجاجات ضد الحكومة، تحولت بعض الحشود وهاجمت بشكل عنيف عدد من دور العبادة المسيحية. تم تدمير أيضًا بعض البنى التحتية.

#### السودان
وضع قانون جمعية التبشير الاجنبية لعام 1962 حد تشييد عدد من الكنائس الحديثة. في عام 1992 كانت هناك اعتقالات جماعية وتعذيب لكهنة محليين. منع الطلاب المسيحيين في التدريب العسكري من الصلاة وذلك على عكس المسلمين،  وقبل استقلال جنوب السودان، تم محي عدد من القرى المسيحية وهجر وقتل سكانها علي يد ميليشيات الجنجويد.

### الأمريكتين

#### التشيلي

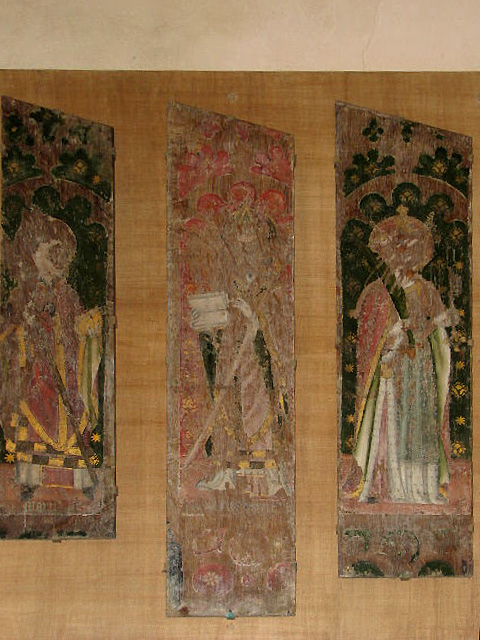
تخريب لصور مسيحية.

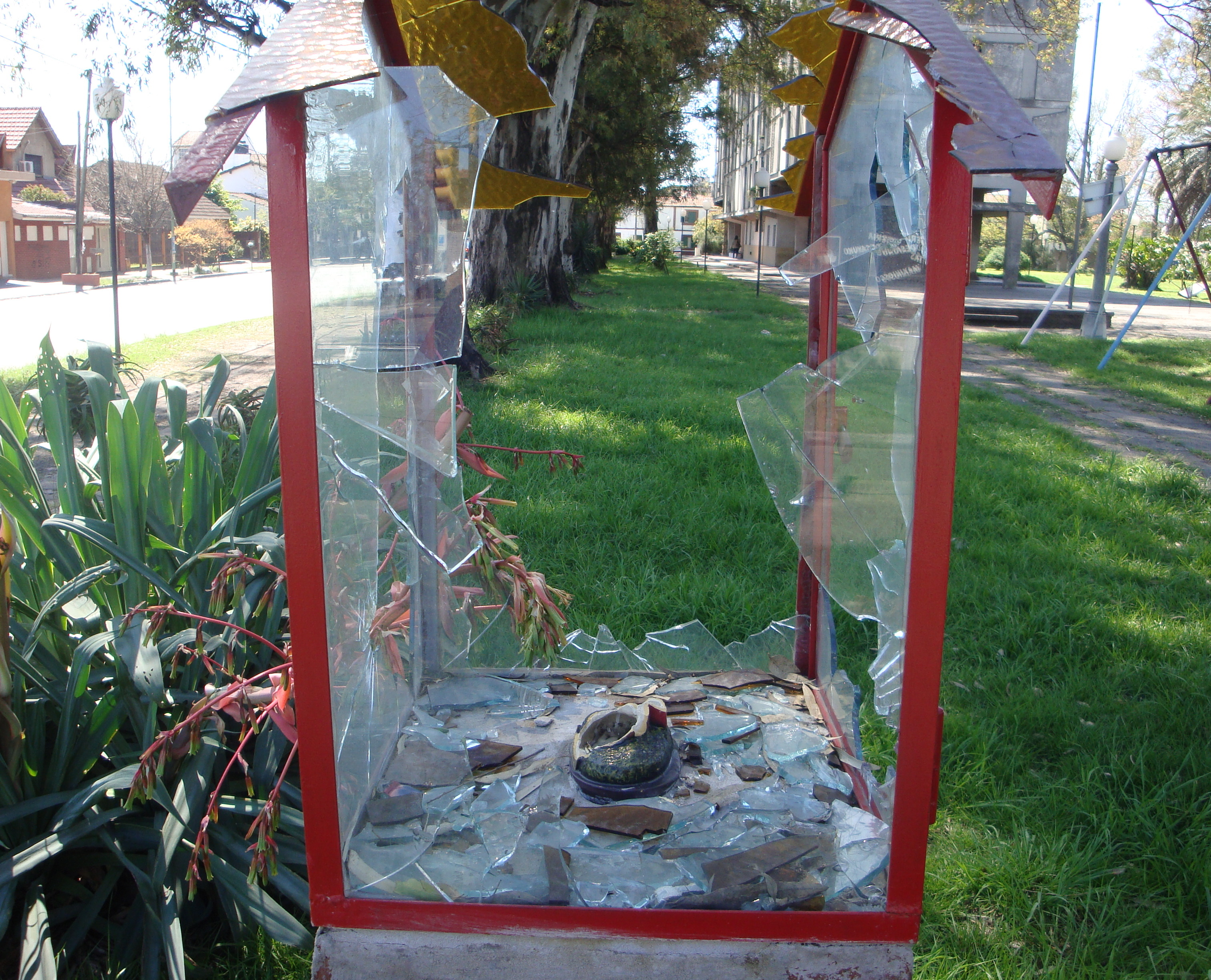
تخريب لمعبد صغير لمريم العذراء.

بعض الامثلة من المسيحية فوبيا مقتل الكاهن فاوستينو غازيريو بسبب معاداة المسيحية وذلك في سنة 2004، نشر صور مسيئة ليسوع المسيح،  حرق صور سيدة الكرمل وهي شفيعة البلاد حسب التقليد الكاثوليكي،  بالإضافة إلى نشر مواضيع معادية للمسيحية في بعض الجرائد المحلية.

### أوروبا

#### ألمانيا

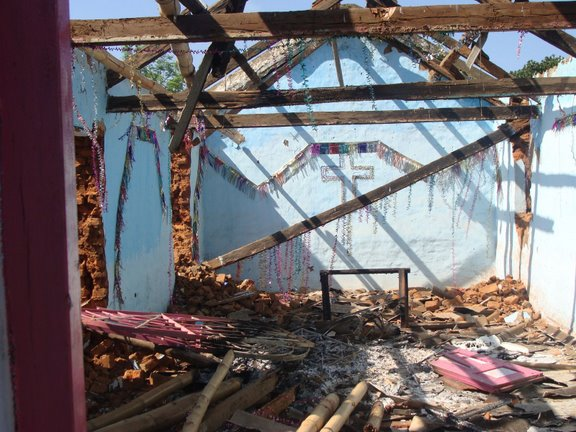
كنيسة هندية دمرت بعد أعمال العنف ضد المسيحيين في أوريسا.

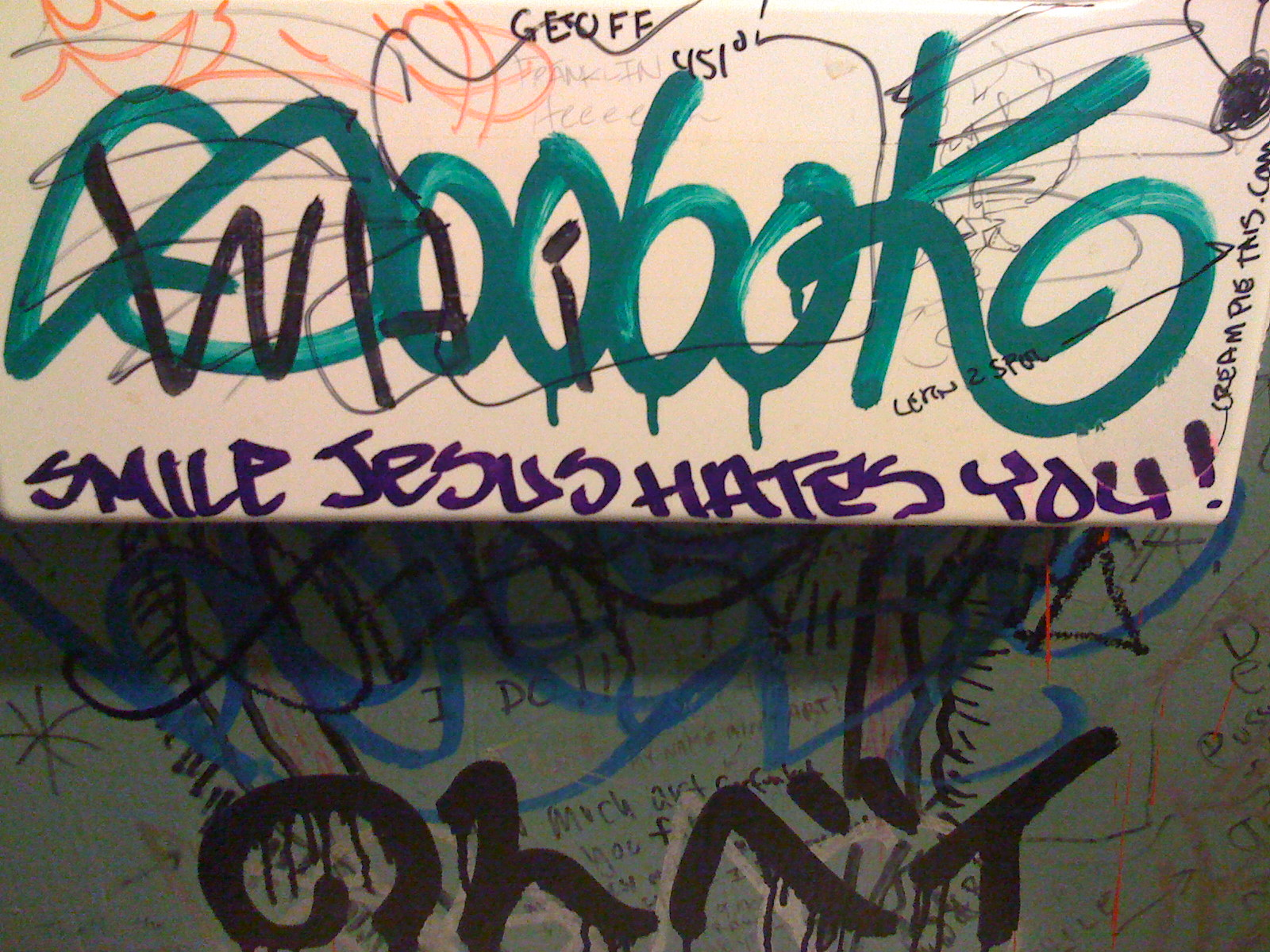
كتابات جرافيتي معادية للمسيحية.

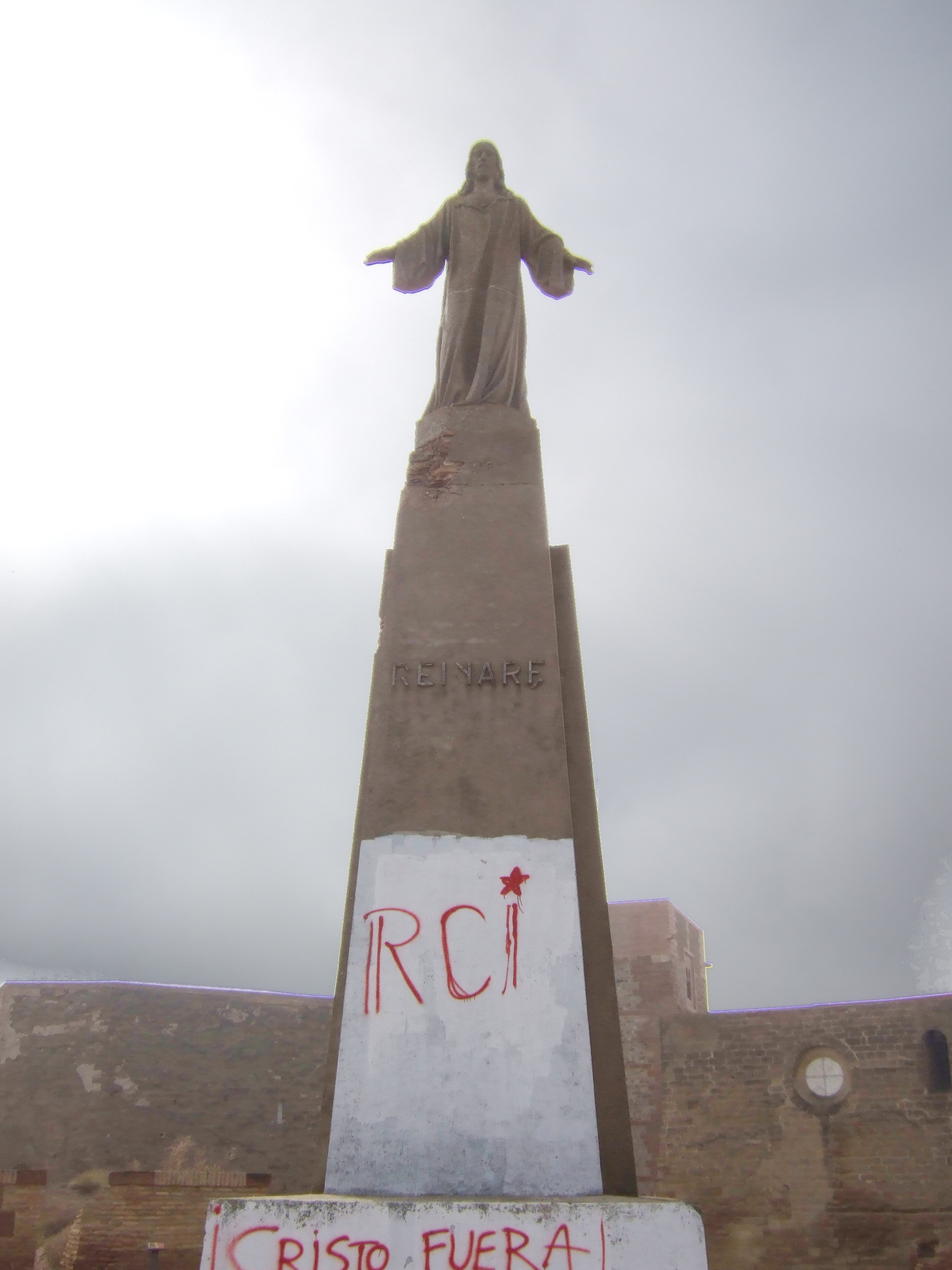
كتابات معادية للمسيحية في إسبانيا.

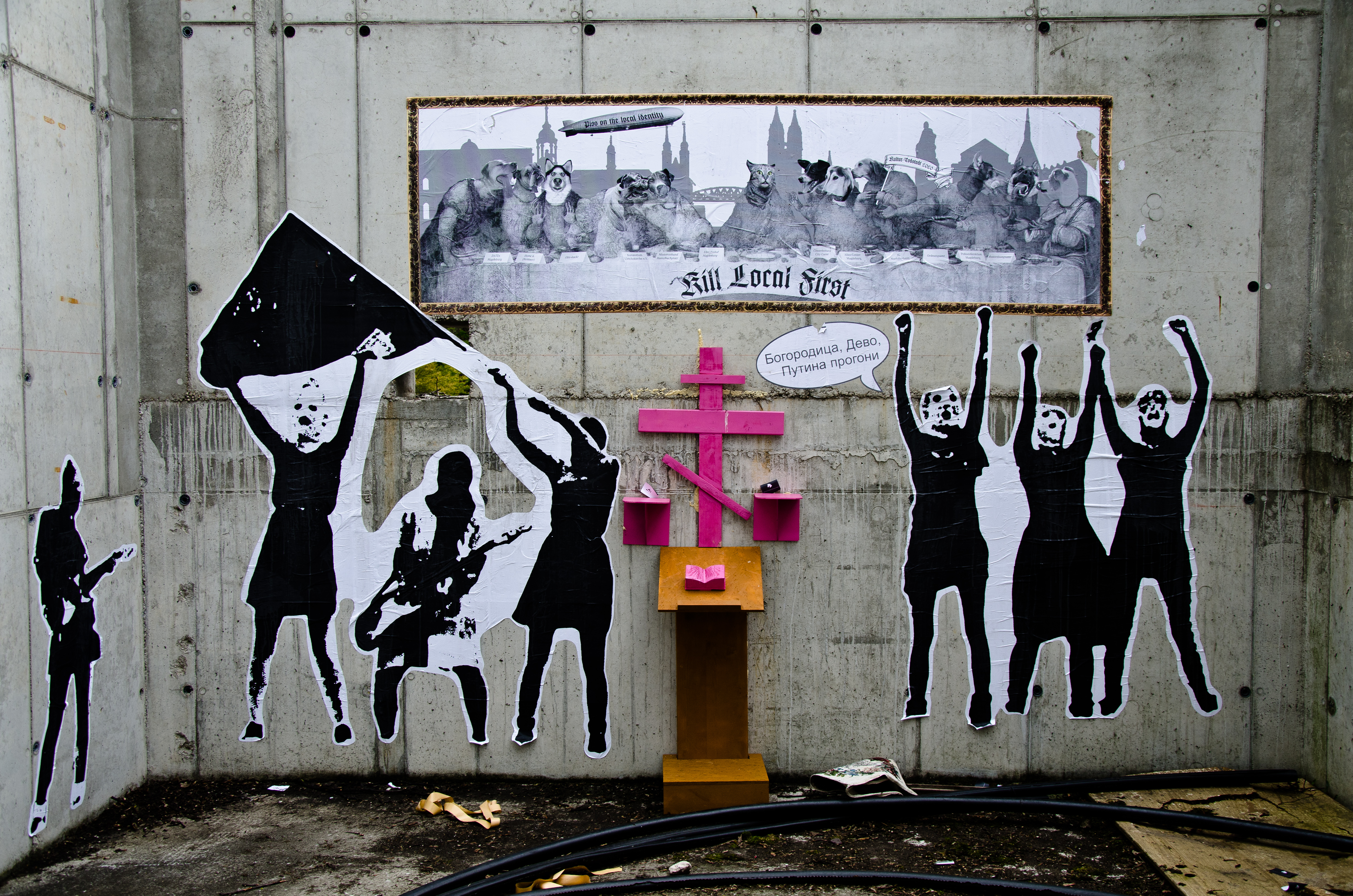
كتابات معادية للمسيحية في ألمانيا.

وفقًا لدراسة عام 2012، 46% من الأتراك في ألمانيا ترغب أن يصبح عدد المسلمين أكثر من المسيحيين في ألمانيا. 8% يعتقدون أن المسيحيين بشر دون المستوى.

#### المملكة المتحدة
تحدث عضو البرلمان مارك بريتشارد والممثل عن دائرة ذا ريكين في مجلس العموم في 5 ديسمبر 2007 عن قضية المشاعر المعادية للمسيحية واصفًا هذه الظاهرة بأنها «المسيحية فوبيا». ولدى تقديم هذا النقاش وقال: «كيف أم المشاعر المعادية للمسيحية في تزايد، وليس تناقص، لماذا يشعر كثير من المسيحيين أنهم لا يحصلون على محاكمة عادلة عندما يتعلق الأمر في المسيحية في الساحة العامة، بالإضافة إلى كثير من الاشخاض من معتقدات دينية أخرى ومن غير المؤمنين على التهميش المتزايد للتراث والتاريخ والتقاليد المسيحية البريطانية من خلال الحكومة البريطانية، والوكالات الحكومية، والسلطات المحلية، أعضاء اللجنة الخيرية، أو غيرها من قطاعات المجتمع». ومن الأمثلة لمعاداة المسيحية تدمير مبنى كنيسة من قبل مجهولين وتضمن التخريب إضافة كتابات على الجدران مضادة ومعادية للمسيحية.

### أندونيسيا
في سنة 2005 ثلاث فتيات مسيحيات وهن تريزيا مورانكي (15 عام) واليفاتو بولي (17 عام) ويارني سامبو (17 عام) قتلن بقطع الرأس على يد مهاجمين اثنين يرتدي كل منهما خوذة في شرق اندونيسيا بينما كن في طريقهن إلى المدرسة قرب بلدة بوسو المسلمة، وهي منطقة شهدت صراع ديني عام 2001 ورغم تراجع الصراع الديني في السنوات الأخيرة إلا أن التوتر لا زال مشتعلا في المنطقة في اعقاب تفجيرات ببلدة تنتنا المسيحية والتي اسفرت عن مقتل 22 شخصا في مايو ايار 2005.

### الشرق الأوسط
غالبًا ما يتم عزل المسيحيين في وجه الاضطهادات في الشرق الأوسط. الشكوك السائدة حول الغرب وسياسته في منطقة الشرق الأوسط تحولت في كثير من الأحيان إلى كراهية صريحة تجاه المسيحيين بسبب ويلات على الاستعمار الغربي والإمبريالية والدعم غير المشروط لإسرائيل وقد غذت الكراهية ضد المسيحيين إذ ينظر إليهم على أنهم يتقاسمون نفس المعتقدات الدينية مع المستعمرين الغربيين. وغالبًا ما تستخدم كلمات مهينة وشتائم على المسيحيين واصفًا إياها بأنها «الصليبيين» أو «طابور خامس للاستعمار الغربي». المسيحيون في الشرق الأوسط تواجه العديد من الصعوبات من حيث فرص العمل والسكن.
فيوريلو بروفيرا من البرلمان الأوروبي سمى منطقى الشرق الأوسط أخطر مكان للمسيحيين، وألقت أيان حرسي علي اللوم على المجتمع الدولي لفشله في التعامل مع ما تعتبره حربا ضد المسيحيين في العالم الإسلامي.
وقال الرئيس اللبناني السابق أمين الجميل في العام 2011 أن المسيحيين قد أصبحوا هدفًا للإبادة جماعية بعد مقتل عشرات المسيحيين في الهجمات في مصر والعراق.
في عام 2010 في ليلة عيد جميع القديسين حدثت مجزرة سيدة النجاة، هي هجوم قامت به منظمة دولة العراق الإسلامية التابعة لتنظيم القاعدة في بلاد الرافدين في عصر 31 تشرين الأول، 2010 عندما اقتحم مسلحون كنيسة سيدة النجاة للسريان الكاثوليك بالكرادة في بغداد أثناء أداء مراسيم القداس. انتهت الحادثة بتفجير المسلحين لأنفسهم وقتل وجرح المئات ممن كانوا بداخل الكنيسة.
في ليلة رأس النسة الميلادية حدث انفجار استهدف كنيسة القديسين مار مرقص الرسول والبابا بطرس خاتم الشهداء بمنطقة سيدي بشر بمدينة الإسكندرية المصرية صباح السبت 1 يناير 2011 في الساعة 12:20 عشية احتفالات رأس السنة الميلادية. وكان تنظيم القاعدة في بلاد الرافدين قد استهدف كنيسة سيدة النجاة ببغداد سابقاً، وهدد الكنيسة القبطية في مصر بنفس المصير إن لم تطلق سراح كاميليا شحاتة ووفاء قسطنطين. وإثر الانفجار تجمهر مئات المسيحيين أمام المسجد المقابل للكنيسة بغية اقتحامه.
بالإضافة يعتبر التبشير واعتناق المسلم للديانة المسيحية جريمة في عدد من دول الشرق الأوسط ويعاقب عليها ولعل احدث قضية هي محاكمة يوسف نادرخاني هو قسيس بروتستانتي إيراني من مواليد عام 1977 من مدينة رشت في محافظة كيلان شمال إيران. اعتنق المسيحية عندما كان يبلغ التاسعة عشرة من عمره، وعمل منذ عام 2000 كقسيس لكنائس منزلية عدة غير مرخص لها، اعتقل عام 2009 وحكم عليه بالإعدام بتهمة الارتداد عن الإسلام عام 2010.

#### مصر
يعاني المسيحيون في مصر من التمييز  في عدة مجالات مثل بقضية بناء الكنائس في مصر؛ أو وجود نسبة قليلة جدًا في المسيحيين يشغلون مناصب هامة، كضباط في الجيش؛ ومن العلاقة المتوترة والاقتتالات طائفية مع المسلمين،  وفقاً لمركز بيو للأبحاث خلال الاضطرابات في مصر في عام 2013، واجه المسيحيون استمرار العنف. حيث تعرضت ما يصل إلى 52 كنيسة للهجوم في جميع أنحاء مصر في فترة 24 ساعة في عام 2013، وفقاً لبعض التقارير. وحتى قبل ذلك، أصدرت 16 جماعة لحقوق الإنسان بياناً أدانت فيه الهجمات الطائفية المستمرة. وبحسب مركز بيو للأبحاث يقول حوالي ثلث (35%) من المسلمين المصريين إن جميع المسلمين في بلدهم، أو الكثير منهم، معادون للمسيحيين، وفقاً لمسح أجراه مركز بيو للأبحاث حول مسلمي العالم. ونحو نصف (50%) من تم استطلاع آرائهم من المسلمين في مصر يقولون إن كل أو معظم أو كثير من المسيحيين معادون للمسلمين، وهو أعلى نصيب في 26 دولة سئل فيها السؤال. وبحسب مركز بيو للأبحاث عام 2010 انقسم المسلمون المصريون بالتساوي تقريباً في نظرتهم إلى المسيحيين، حيث أظهر 48% منهم آراء إيجابيَّة بينما قال 47% إن لديهم آراءاً سلبيَّة.
في ليلة رأس النسة الميلادية حدث انفجار استهدف كنيسة القديسين مار مرقص الرسول والبابا بطرس خاتم الشهداء بمنطقة سيدي بشر بمدينة الإسكندرية المصرية صباح السبت 1 يناير 2011 في الساعة 12:20 عشية احتفالات رأس السنة الميلادية.
لا تعترف الحكومة المصرية بعملية التحول عن الإسلام وفي حالة اعتناق المسيحية. ويرى المسيحيون أن ظهور التيارات السلفية والإسلامية على الساحة السياسية بعد الإطاحة بحكم حسني مبارك في عام 2011 أدى لجعل المسيحيين الأقباط هدفًا للتمييز والاعتداءات المتزايدة. في عام 2011 حرقت كنيسة قبطية سبقه احتجاجات ضد تعيين محافظ قنا المسيحي الديانة ثم أحداث ماسبيرو وهي عبارة عن تظاهرة انطلقت من شبرا باتجاه مبنى الإذاعة والتلفزيون المعروف باسم « ماسبيرو » ضمن فعاليات يوم الغضب القبطي، ردًا على قيام سكان من قرية المريناب بمحافظة أسوان بهدم كنيسة قالوا أنها غير مرخصة، وتصريحات لمحافظ أسوان اعتبرت مسيئة بحق الأقباط. وتحولت إلى مواجهات بين المتظاهرين وقوات من الشرطة العسكرية والأمن المركزي، وأفضت إلى مقتل بين 24 إلى 35 شخصًا أغلبهم من الأقباط. كما وكان قد أثار قرار لجنة تحكيم عرفية طرد 8 أسر قبطية وأسرة مسلمة من قرية قرية شربات في محافظة الإسكندرية، على خلفية وجود علاقة جنسية بين شاب مسيحي وفتاة مسلمة، الكثير من الغضب بين نواب برلمانيين ونشطاء قبطيين.
واثار عدد من الإسلاميين الجدل عقب وصفهم للمسيحيين بالكفار على التلفزيون ومطالبتهم بدفع الجزية. في أكتوبر 2011 تبنى البرلمان الأوروبي مشروع قرار اتهم فيه مصر باضطهاد السكان المسيحيين. وبعد تولي محمد مرسي رئاسة الدولة بحلول منتصف عام 2012 كان 10,000 مسيحي قد فر من البلاد. وقد منحت هولندا في يوليو من نفس العام حق اللجوء السياسي للمسيحين في مصر.

### إيران
في عام 2012 قال محققون في مجال حقوق الإنسان بالامم المتحدة أن المسيحيون (معتنقو المسيحية) يعانون من الاضطهاد والاعتقال في إيران، بالإضافة إلى مناخ الخوف والتي تعمل في ظلها العديد من الكنائس في الوقت الراهن خاصًة الكنائس البروتستانتية الانجيلية، ذلك على خلفية اعتقال أكثر من 300 مسيحي واحتجازهم قسريًا.

#### العراق
لقد كان انتقال السلطة إلى أيدي الإسلاميين الشيعة في العراق منذ الإطاحة بنظام صدام حسين على عسير بالنسبة للمجتمعات المسيحية في العراق. وقد أدى الاحتكاك بين الطوائف المتناحرة في العراق في كثير من الأحيان إلى أعمال العنف الموجهة ضد المسيحيين. وبناء على ذلك، كان هناك موجات هروب للمسيحيين من بعض المناطق إلى أوروبا وإلى الولايات المتحدة. منذ عام 2003، فر مئات الآلاف من مسيحيي العراق، فبعدما كان عدد المسيحيين يصل إلى 1,400,000 قبل حرب العراق فقد انخفض الرقم إلى 500,000 ولا تزال الأرقام مستمرة في التناقص. بين عامي 2003 و2012 تعرضت للقصف أكثر من 70 كنائس. في عام 2007 قتل متشددو القاعدة كاهن شاب في مدينة الموصل، وقتل في عام 2010 إرهابيين 53 مسيحي سرياني في مجرزة سيدة النجاة.

#### إسرائيل

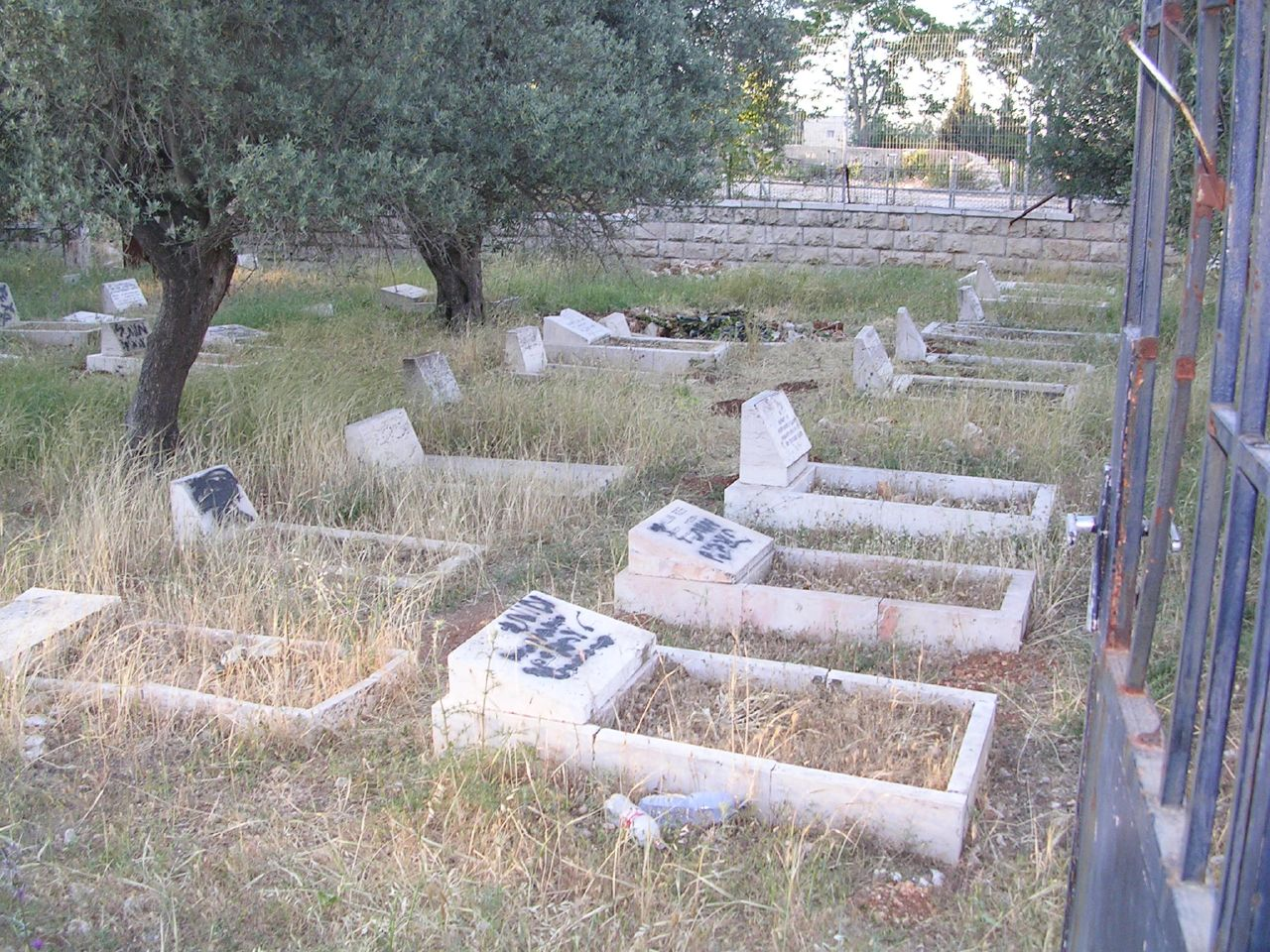
تخريب مقابر مسيحية في مدينة القدس.

في القدس كانت هناك حالات تخريب لعدد من الكنائس والاديرة المسيحية والتي رسمت مع رذاذ تصريحات هجومية ضد المسيحية بما في ذلك تهديدات بالقتل. ويعتقد أن تكون وراء هذه الهجمات من قبل منظمة תג מחיר المتطرفة.
وفي حادث أخرى في تل أبيب سنة 2008 تم حرق مئات النسخ من العهد الجديد، والتي تم توزيعها في المدينة من قبل مسيحيين يهود، وحرقت النسخ ن طريق ثلاثة طلاب في سن المراهقة من إحدى مدراس اليهود الأرثوذكس. وقال عوزي أهارون عمدة البلدة لقناة سي إن إن انه حاول جمع نسخ العهد الجديد ولكنه لم يخطط لحرقها. الشبان حرقوا النسخ ولم يكن موجودًا في ذلك الحين.
يتعرض رجال الدين المسيحيين في مدينة القدس لأنواع من الإهانة من خلال السماح لبعض المتزمتين اليهود «الأرثوذكس» بالبصق على هؤلاء الرهبان والراهبات. وحوادث الاعتداءات عديدة وكثيرة أشارت إليها صحيفة الجروساليم بوست في ملحقها الاسبوعي يوم الجمعية الموافق 27 تشرين الثاني المنصرم، في 5 أيلول المنصرم، أي قبل حوالي ثلاثة شهور، وبينما كان طلاب المعهد الديني الأرمني يغادرون كنيسة القيامة متوجهين إلى دير مار يعقوب في باب الخليل قام أحد الشبان اليهود بالبصق عليهم.. طالبان أرمنيان (16 و17 سنة) لم يترددا في ضربه وخاصة بعد أن كرر البصق على جميع الطلاب. اعتقلت الشرطة الطالبين الأرمنيين، وارسلتهما إلى سجن في الرملة تمهيداً لترحيلهما عن البلاد إلى وطنهما الام أرمينيا، أي أن الطالبين الأرمنيين هما اللذان عوقبا في حين أن الشاب اليهودي المتدين المتزمت لم يعتقل، وادعت الشرطة أن «كاميرات» التصوير المنصوبة في شوارع البلدة القديمة لم تظهر عملية بصق الشاب، بل أظهرت اعتداء الطالبين الأرمنيين عليه، علماً أن عدداً كبيراً من أصحاب المحلات التجارية والمارة شاهدوا الطالب اليهودي المتزمت وهو يبصق على الطلاب الأرمن ويستفزهم. ولولا تدخل العديد من الجهات، ولولا تحرك البطريركية الأرمنية الأرثوذكسية لتم ترحيل الطالبين الأرمنيين، وبعد فترة من الاعتقال أفرج عنهما، ولكن من غير المعروف إذا قررت السلطات الإسرائيلية تمديد أو إلغاء تأشيرة الإقامة والدراسة لها في الاكليريكية الأرمنية.
في يوليو 2012 ميخائيل بن آري وهو عضو في الكنيست، صور نفسه بالفيديو وهو يمزيق نسخة من العهد الجديد، ورميها في سلة المهملات. أشار بن آري إلى أنه «كتاب مهين» والذي ينبغي أن يكون «في مزبلة التاريخ». وردًا على ذلك أدانت اللجنة اليهودية الأمريكية بن آري وطالبت الكنسيت بمعاقبة بن آري، في حين قام متحدث باسم بنيامين نتنياهو بأدانة ما قام به بن آري.

#### الأراضي الفلسطينية
فقًا لمنظمة مراقبة الاعلام الفلسطيني (PMW)، وسائل الإعلام التي تسيطر عليها الدولة الفلسطينية تشوه صورة الأديان الغير إسلامية في كثير من الأحيان خاصًة اليهودية والمسيحية. منظمة مراقبة الاعلام الفلسطيني ترجمتة إلى الإنجليزية برنامج تلفزيوني للأطفال اذيع مرتين في عام 2012 ظهرت فيه فتاة شابة قائلة أن اليهود والمسيحيين هم «جبناء وحقيرون».

##### الضفة الغربية
في عام 2002 أحرق حشد من المسلمين ممتلكات لمسيحيين في مدينة رام الله. A قدم ملف في عام 2005 إلى قادة الكنيسة في القدس مدرج فيه 93 حوادث اعتداء قد ارتكبت ضد المسيحيين الفلسطينيين من قبل متطرفين مسلمين و140 حالات سرقة من قبل عصابات متخصصة في سرقة المسيحيين. [58] في مايو 2012 هاجمت مجموعة من 100 مسلم قرية الطيبة، وهي قرية مسيحية في الضفة الغربية عقب انتشار بعد إشاعات حول علاقة جنسية بين شاب مسيحي من القرية وشابة مسلمة من قرية مجاورة.

##### قطاع غزة

أتراك يهاجمون مجمعات يونانية خلال بوغروم إسطنبول.

في عام 2007 تواجد في قطاع غزة أقلية صغيرة من المسيحيين تتراوح أعدادهم بين 2,500 إلى 3,000. ورافق إطاحة حماس للسلطة الفلسطينية في غزة خلال العام عدد من الهجمات العنيفة ضد المسيحيين والمقدسات المسيحية من قبل متشددين إسلاميين. نهب الدير الكاثوليكي ومدرسة راهبات الوردية، والقى المسيحيين اللوم على حماس. في سبتمبر 2007 ازداد القلق أوساط المسيحيين بعد أن هوجمت امرأة تبلغ 80 عامًا من العمر في منزلها في غزة بالقوة من قبل رجل ملثم ودعاها بالكافرة. وأعقب ذلك الهجوم في اقل من شهر هجوم آخر مميت على صاحب مكتبة مسيحي وهو رامي عيّاد في مدينة غزة. تورط متطرفين مسلمين والذين كانوا وراء الحادث. تم تفجير مكتبة جمعية الشبان المسيحيين (YMCA) في عام 2008 من قبل مسلحين وصفوا أصحاب المكتبة بالكفار.
في عام 2011 كان عدد السكان المسيحيين في قطاع غزة أقل من 1,400. وقال مسيحي كاثوليكي لجريدة الغارديان أنه تم ايقافه من قبل مسؤول من حماس وطلب منه إزالة الصليب الخشبي الذي كان يرتديه.

#### تركيا

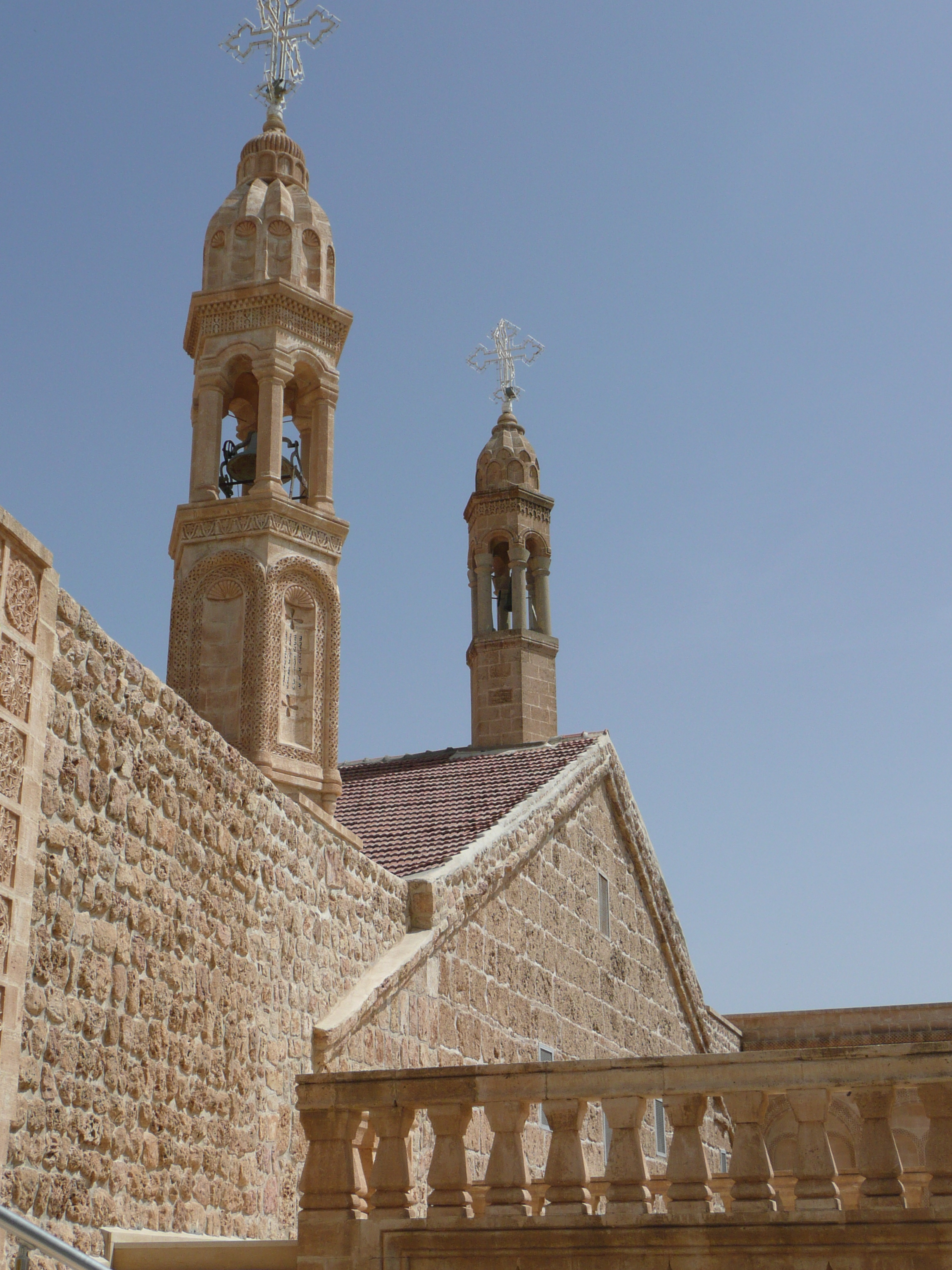
دير مار كبرئيل، يتعرض الدير بين الحين والآخر لمضايقات من الحكومة التركية.

على الرغم من علمانية تركيا، إذ ان حرية العبادة مكفولة وحرية التبشير، إلى انه في الآونة الأخيرة تعرض المسيحيين لعدد من الهجمات، كذلك تنشر صور نمطية سلبية ازاء المسيحيين مثل كونهم فاحشي الثراء وطابور خامس وغير وطنيين،  كذلك فما يزال الاتراك ينظرون إلى المسيحية والمسيحيين نظرة سلبية ففي سنة 2010 وحسب دراسة لمعهد بيو فقط 6% من الاتراك لديهم نظرة ايجابية للمسيحية مقارنة ب16% سنة 2006، وأيضًا فقط 4% من الاتراك لهم نظرة ايجابية لليهودية.
في عام 2006 تم قتل قس كاثوليكي إيطالي أندريا سانتورو، راعي كنيسة كاثوليكية في مدينة طرابزون، على خلفية الرسوم الكاريكاتورية المسيئة لمحمد في صحيفة يولاندس بوستن. وفي عام 2007 تم هجوم على دار نشر مسيحية في ملاطية، قتل فيها قتل 3 مسيحيين،  وهم نيساتي عيدين واوغور يوكسيل، وهم مسلمين أتراك تحولوا إلى المسيحية وتيلمان جيسكي وهو مواطن ألماني. وفي 2007 اغتيل الصحفي والكتاب هرانت دينك. أشارت تقارير إلى تعرض المدافن المسيحية إلى أعمال تخريبة. وبحسب دراسة قامت بها مجموعة بروتستانتية ونشرتها وكالة الانباء المسيحية أن المسيحيين الاتراك ما زالوا يعانون من هجمات المواطنين العاديين، وبعض التمييز من قبل شخصيات حكومية، والتشهير في الكتب المدرسية ووسائل الاعلام على حد سواء، 
وفي عام 2010 في مقابلة برنامج «ستون دقيقة» في محطة «سي بي أس»، صرّح البطريرك برثلماوس الأول أن المسيحيين وعاملون كمواطنين من الدرجة الثانية، وهو ما انتقتده الحكومة التركية،  إذ ترفض الحكومة التركية الاعتراف بالطابع المسكوني للبطريركية القسطنطينية، وتعتبر البطريرك المسكوني رئيسًا لطائفة الروم الأرثوذكس في تركيا فقط، وتشكل أيضًا قضية اقفال معهد خالكي في العام 1971، وعدم السماح للبطريركية باعادة فتحه إحدى القضايا الخلافية.

#### المملكة العربية السعودية
منظمة حقوق الإنسان والمجموعة الدولية المسيحية (ICC) عبرت عن قلقها لجريدة كريستيان بوست عقب القاء القبض على 35 مسيحي أثيوبي في مدينة جدة في ديسمبر 2011 واتهموا في عقد اجتماع للصلاة مختلط رجال ونساء. اشتكى السجناء من التعرض للاضطهاد العنف الجسدي بسبب إيمانهم وتعرضوا لضغوط لاعتناق الإسلام، وذكرت المرأة أن تجربة السجن كانت مذلة. وفقًا للمحكمة الجنائية الدولية، قال أحد السجناء: «واعظ مسلم [وقد أرسل من قبل المسؤولين للتحدث مع السجناء] شتم المسيحية، وأساء للكتاب المقدس وجادل أن الإسلام هو الدين الحقيقي الوحيد.»

#### سوريا
في أكتوبر 2011 اتهم مشروع قرار أقره البرلمان الأوروبي الجماعات المتمردة باضطهاد السكان السوريين المسيحيين. في مارس 2012 أشارت عدد من التقارير إلى عمليات طرد المسيحيين من أجزاء من مدينة حمص على يد مجموعة مسلحة المناهضة لبشار الاسد والتي لها علاقات مع تنظيم القاعدة. وفي يونيو أشار تقرير لوكالة فيدس إلى أن معظم سكان بلدة القصير المسيحيين هربوا من المدينة في أعقاب إنذار نهائي من زعيم المتمردين المحليين.

## مواضيع مرتبطة
- مسيحية
- اضطهاد المسيحيين
- اضطهاد المسيحيين في الاتحاد السوفيتي

## مواقع خارجية
- US Commission on International Religious Freedom
- National Alliance Against Christian Discrimination
- Website about Christianophobia
- News article on Bjorn Atldax Anti-Christian logo jeans
- News article about Christianophobia
- News article about the Vatican's reaction to a "Seven Wonders of the World" contest that 'excluded' Christian monuments
- Protecting persecuted Christians
- Anti-Christian: a "Socially Acceptable Prejudice"
- http://www.licc.org.uk/engaging-with-culture/connecting-with-culture/religion/the-excommunication-of-rocco-buttiglione--173 نسخة محفوظة 14 يونيو 2011 على موقع واي باك مشين.
- http://www.IntoleranceAgainstChristians.eu
- Open Doors USA